# Пешчаник (роман)
Пешчаник је роман српског књижевника Данила Киша објављен 1972. у издању београдске Просвете. У питању је трећи део трилогије „Породични циркус”, којем претходе Рани јади и Башта, пепео. У Пешчанику Киш по трећи пут мења концепцију породичне приче Самових из Другог светског рата, и те промене су врло радикалне у односу на друга два дела. Роман се сматра једним од формално најсложенијих и најкомплексннјих прозних остварења српске књижевности.
Роман се састоји из 67 поглавља, међу којима прво и последње имају привилегован положај. Прво поглавље је пролог у коме Е.С. (иницијали сугеришу Едуарда Сама) започиње писмо, док се у последњем износи садржина тог писма. Осталих 65 глава на зачудан начин упућују читаоца на различите елементе, ликове и догађаје који су на неки начин условили одређене мотиве у писму или су непосредно везани за тренутак писања, односно везани су за асоцијације које пролазе кроз јунакову свест приликом писања. Ова средишња поглавља подељена су на четири наративна тока: „Слике са путовања”, „Белешке једног лудака”, „Истражни поступак” и „Испитивање сведока”. Сваки од њих исприповедан је другачијим приповедним поступком.
Пешчаник је награђен НИН-овом наградом критике за роман године 1972. Киш је тада изразио „бојазан да књижевне награде неће спречити усамљеничку и случајну судбину награђене књиге, која ће свакако живети у осами, прогутана стравичном тишином, изазваном механизмом тржишта и индиферентности”. Ипак, Киш се 1978. јавно одрекао НИН-ове награде, што је тадашња редакција разумела као „протест против објављивања у НИН-у текстова који су оспоравали њега и његов Час анатомије. Критичари, који су у различитим периодима учествовали у жирију, доделили су Пешчанику друго место на листи најбољих романа који су овенчани овом наградом уочи педесетогодишњице додељивања НИН-ове награде 2003.